# Grand prix de la Semaine de la critique
Pour les articles homonymes, voir Grand prix.
Le Grand prix de la Semaine de la critique est remis au cours de la cérémonie de clôture de la semaine de la critique, durant le Festival de Cannes, chaque mois de mai.
Il est rebaptisé Grand prix Nespresso de 2011 à 2021 pour le parrainage.

## Palmarès

### Grand prix
- 2000 : Amours chiennes (Amores Perros) d'Alejandro González Iñárritu (Mexique)
- 2001 : Under the Moonlight (Zir-e noor-e maah) de Reza Mirkarimi (Iran)
- 2002 : Respiro d'Emanuele Crialese (Italie)
- 2003 : Depuis qu'Otar est parti de Julie Bertuccelli (France)
- 2004 : Brodeuses d'Eléonore Faucher (France) et Mon trésor (Or) de Keren Yedaya (Israël)
- 2005 : Moi, toi et tous les autres (Me and You and Everyone We Know) de Miranda July (États-Unis)
- 2006 : Les Amitiés maléfiques d'Emmanuel Bourdieu (France)
- 2007 : XXY de Lucia Puenzo (Argentine)
- 2008 : Premières Neiges (Snijeg) de Aida Begić (Bosnie-Herzégovine)
- 2009 : Adieu Gary de Nassim Amaouche (France)
- 2010 : Armadillo de Janus Metz Pedersen (Danemark)
- 2011 : Take Shelter de Jeff Nichols (États-Unis)
- 2012 : Aquí y Allá d'Antonio Mendez Esparza (Espagne, États-Unis, Mexique)
- 2013 : Salvo de Fabio Grassadonia et Antonio Piazza (Italie)
- 2014 : The Tribe (ПЛЕМЯ) de Myroslav Slaboshpytskiy (Ukraine)
- 2015 : Paulina (La Patota) de Santiago Mitre (Argentine)
- 2016 : Mimosas, la voie de l'Atlas d'Oliver Laxe (Espagne, France, Maroc, Qatar)[1]
- 2017 : Makala d'Emmanuel Gras (France)
- 2018 : Diamantino de Gabriel Abrantes et Daniel Schmidt (Brésil, France, Portugal)
- 2019 : J'ai perdu mon corps de Jérémy Clapin (France)
- 2021 : Plumes (Feathers) d'Omar El Zohairy (Egypte)
- 2022 : L'Eden (La Jauria) d'Andrés Ramirez Pulido (Colombie)
- 2023 : Tiger Stripes d'Amanda Nell Eu (Malaisie)
- 2024 : Simon de la montaña de Federico Luis (Argentine)
- 2025 : Un fantôme utile (Pee Chai Dai Ka) de Ratchapoom Boonbunchachoke (Thaïlande, France}